# 1970年全米オープン (テニス)
1970年 全米オープン（1970ねんぜんべいオープン、US Open 1970）は、アメリカ・ニューヨーク市クイーンズ区フォレストヒルズにある「ウエストサイド・テニスクラブ」にて、1970年9月2日から13日にかけて開催された。

## 大会の流れ
- 1968年・1969年は9月開催の「全米オープン」（公認記録大会）と12月別途開催の「全米選手権大会」（US National Champs）が行われたが、本年から「全米オープン」に一本化された。
- 男子シングルスは「108名」の選手による7回戦制で行われ、20名の選手に「1回戦不戦勝」（抽選表では“Bye”と表示）があった。20名のシード選手でも、1回戦から出場した人と、2回戦から登場した人がいる。2回戦から登場した選手が初戦敗退の場合は「2回戦＝初戦」と表記する。女子シングルスは「64名」の選手による6回戦制で行われ、シード選手は8名であった。
- コートのサーフェス（表面）は、芝生コートで実施された。

## シード選手

### 男子シングルス
1. ロッド・レーバー　（4回戦）
2. ジョン・ニューカム　（ベスト4）
3. ケン・ローズウォール　（優勝、14年ぶり2度目）
4. トニー・ローチ　（準優勝）
5. ロイ・エマーソン　（4回戦）
6. アンドレス・ヒメノ　（1回戦）
7. アーサー・アッシュ　（ベスト8）
8. ロジャー・テーラー　（3回戦）
9. トム・オッカー　（4回戦）
10. クリフ・リッチー　（ベスト4）
11. スタン・スミス　（ベスト8）
12. クリフ・ドリスデール　（2回戦）
13. （大会開始前に棄権）
14. パンチョ・ゴンザレス　（3回戦）
15. フレッド・ストール　（3回戦）
16. クラーク・グレーブナー　（4回戦）
17. マーティー・リーセン　（1回戦）
18. ニコラ・ピリッチ　（4回戦）
19. デニス・ラルストン　（ベスト8）
20. ボブ・ヒューイット　（2回戦＝初戦）

### 女子シングルス
1. マーガレット・スミス・コート　（優勝、2年連続4度目）
2. ロージー・カザルス　（準優勝）
3. ナンシー・リッチー　（ベスト4）
4. フランソワーズ・デュール　（ベスト8）
5. バージニア・ウェード　（ベスト4）
6. ケリー・メルビル　（ベスト8）
7. カレン・クランツケ　（大会開始前に棄権）
8. ジュディ・テガート・ドールトン　（3回戦）

## 大会経過

### 男子シングルス
準々決勝
- クリフ・リッチー vs.  デニス・ラルストン　7-6, 6-3, 6-4
- トニー・ローチ vs.  ブライアン・フェアリー　6-3, 7-5, 7-6
- ケン・ローズウォール vs.  スタン・スミス　6-2, 6-2, 6-2
- ジョン・ニューカム vs.  アーサー・アッシュ　6-1, 7-6, 5-7, 7-6

準決勝
- トニー・ローチ vs.  クリフ・リッチー　6-2, 7-6, 6-1
- ケン・ローズウォール vs.  ジョン・ニューカム　6-3, 6-4, 6-3

### 女子シングルス
準々決勝
- マーガレット・スミス・コート vs.  ヘレン・グーレイ　6-2, 6-2
- ナンシー・リッチー vs.  レスリー・ハント　6-4, 6-4
- バージニア・ウェード vs.  フランソワーズ・デュール　5-7, 6-4, 6-0
- ロージー・カザルス vs.  ケリー・メルビル　6-4, 4-6, 6-4

準決勝
- マーガレット・スミス・コート vs.  ナンシー・リッチー　6-1, 6-3
- ロージー・カザルス vs.  バージニア・ウェード　6-2, 6-7, 6-2

## 決勝戦の結果
- 男子シングルス： ケン・ローズウォール vs.  トニー・ローチ　2-6, 6-4, 7-6, 6-3
- 女子シングルス： マーガレット・スミス・コート vs.  ロージー・カザルス　6-2, 2-6, 6-1
- 男子ダブルス： ピエール・バルト＆ ニコラ・ピリッチ vs.  ロッド・レーバー＆ ロイ・エマーソン　6-3, 7-6, 4-6, 7-6
- 女子ダブルス： マーガレット・スミス・コート＆ ジュディ・テガート・ドールトン vs.  ロージー・カザルス＆ バージニア・ウェード　6-3, 6-4
- 混合ダブルス： マーティー・リーセン＆ マーガレット・スミス・コート vs.  フルー・マクミラン＆ ジュディ・テガート・ドールトン　6-4, 6-4

## みどころ
- 女子シングルス優勝者のマーガレット・スミス・コート夫人が、女子テニス史上2人目の「年間グランドスラム」を達成した。女子シングルスの年間グランドスラムは、1953年のモーリーン・コノリー（アメリカ、1934年 - 1969年）以来17年ぶり2人目となる。コート夫人はこの大会で、女子シングルス・女子ダブルス・混合ダブルスの3部門すべてを制覇する「ハットトリック」も達成した。